# Fundación Universitaria San Martín
La Fundación Universitaria San Martín es una universidad de Colombia, sujeta a inspección y vigilancia por medio de la Ley 1740 de 2014 y la ley 30 de 1992  del Ministerio de Educación de Colombia, con sede principal en Bogotá y sedes de extensión en todo el territorio nacional. 
La Fundación Universitaria San Martín es una Institución de Educación Superior de carácter privado, reconocida por el Ministerio de Educación Nacional a través de la Resolución n.º 12387 del 18 de agosto de 1981.

## Historia
La Fundación Universitaria San Martín debe su nombre a San Martín de Porres, Santo Patrono del Perú, nacido en Lima el 9 de diciembre de 1579, quien dedicó la vida a sus semejantes. 
En 1979 Mariano Alvear Sofán, educador de trayectoria, tuvo la visión de fundar una institución de Educación Superior que favoreciese especialmente a la clase media. El contacto con personajes como el Arturo Ocampo Álvarez, Odontólogo; Antonio Cuero, Médico; Jorge Bazanni Clavijo, Abogado; hizo fortalecer y cristalizar la idea.
En 1980, el 29 de noviembre se suscribe el Acta de la Fundación, se presenta la documentación y estudios pertinentes al ICFES, con el objeto de obtener la Personería Jurídica y Licencia de Funcionamiento que le diera piso legal a la institución.
En 1981, el Ministerio de Educación Nacional a través de la Resolución n.º 12387 de agosto 18, otorga la Personería Jurídica a la institución.
En 1981, el ICFES a través del Acuerdo n.º 352 de diciembre 7, concede la Licencia de Funcionamiento hasta el 31 de diciembre de 1982.
1982. Inicia actividades académicas en el primer periodo académico. Desde ese año, la Fundación inicia sus funciones académicas en la ciudad de Bogotá con la Facultad de Odontología ubicada en el sector de Chapinero y en 1984 se da apertura a las clínicas odontológicas de adultos y niños.
Posteriormente se establecieron otras facultades con diversas disciplinas en las áreas de ciencias administrativas, ingenierías, administrativas y ciencias sociales en una nueva sede al norte de la ciudad de Bogotá.
1991. Se plantea y elabora un plan quincena de desarrollo institucional, el cual va a permitir proyectarse con nuevos programas académicos, los cuales se irán implementando según las necesidades y estudios respectivos.
1993. También se comienza a gestar la idea de abrir programas por extensión en la ciudad de Barranquilla y Cali, aprovechando para ello el espíritu de la Ley 30 de Educación Superior del 29 de diciembre de 1992.
En 1997 con la dirección del Antonio Yepes Parra, se conforma un grupo de trabajo en la ciudad de Medellín, con el objeto de hacer los estudios de factibilidad para el desarrollo bajo la modalidad de extensión de programas académicos; la institución toma la decisión en agosto de 1998 de iniciar labores en la ciudad de Medellín con dos programas en la modalidad presencial, Finanzas y Relaciones Internacionales, y Medicina. 
En 1998 se abre la Facultad Abierta y a Distancia, con su metodología a través de Escenarios Múltiples, lo que le permite extender el conocimiento a todas las regiones del país, se da inicio a los programas a distancia en 19 ciudades del país, que llevan a cabo actividades en los diferentes Centros de Atención Tutorial (CAT).
15 de febrero de 1999. Inicio de actividades académicas de la primera cohorte de los programas de finanzas y medicina. Abril de 1999. Inicio de programas académicos en la modalidad de Distancia.
En  2014, el Ministerio de Educación asume la vigilancia para establecer la viabilidad financiera, académica, administrativa y jurídica de la Fundación y es nombrando un nuevo Plénum que preside la Institución.
Posteriormente en el año 2018 se ratifican los nuevos estatutos para la San Martín con la conformación de un Consejo Superior que es la máxima autoridad colegiada de gobierno y dirección, conformado por cinco miembros de altas calidades académicas, un representante de los profesores, un representante de los estudiantes, un decano, un egresado y el rector.

## Sedes Académicas
En cada sede presencial hay un campus universitario compuesto de varias torres o edificaciones de mediana y gran magnitud, que en metros cuadrados suman cerca de 25 hectáreas en el país, con una capacidad para albergar más de 20.000 estudiantes.
En donde se ubican cerca de 60 laboratorios, aulas de clase, zonas verdes, áreas de estudio, cafeterías y espacios para el desarrollo deportivo y la cultura.
Sedes Presenciales: Bogotá, Cali,Pasto, Puerto Colombia ,Sabaneta.
Sedes Nacionales a Distancia:  Armenia, Barranquilla, Cali, Bogotá DC, Cartagena, Cúcuta, Facatativa, Ibagué, Ipiales , Montelibano, Montería, palmira, Pasto, Puerto Colombia, Riohacha, Sabaneta, Sincelejo, Valledupar, Villavicencio, y Zipaquirá. 

## Estructura y Oferta Académica
En la actualidad la universidad cuenta con varios programas con registro que se reportan en su sitio oficial:
Para el 2023 la FUSM tiene registro calificado y apertura de Inscripciones para el segundo semestre: 
Sede Bogotá: Programas Presenciales :  Administración de Empresas, Contaduría Pública, Derecho, Medicina, Medicina Veterinaria y Zootenia,  Odontología, Optometria, Psicología y Publicidad y Mercadeo. Sede de Cali:  programas Presenciales : Medicina, Medicina veterinaria y zootecnia.
Sede de Pasto: programas Presenciales : Medicina, Negocios Internacionales. 
Sede de Puerto Colombia: programas Presenciales :  Medicina , Odontología, Nutrición y Dietética , Medicina Veterinaria y Zootecnia.
Sede de Sabaneta:  programas Presenciales :  Medicina. 

## Intervención
En 2010 la institución se vio envuelta en una serie de seguimientos por parte el Ministerio de Educación, que canceló el programa de Ingeniería de Sistemas a distancia y en 2013 le impuso una multa por 100 salarios mínimos por impedir “ejercer de manera oportuna y adecuada el ejercicio de las funciones de inspección y vigilancia.
El 5 de noviembre de 2014, la ministra de Educación Gina Parody Inició el proceso de intervención estatal de la institución educativa por malos manejos administrativos revelados en ocasiones anteriores y por ofrecer programas académicos sin Registro Calificado.
En diciembre del mismo año, el Ministerio de Educación asume la vigilancia para establecer la viabilidad financiera, académica, administrativa y jurídica de la Universidad y es nombrando un nuevo Plénum el 12 de febrero de 2015 conformado por: Germán Sierra quien se desempeñó como presidente, Ángela Echeverry Arcila, Roberto Zarama y Edna Bonilla. A raíz de la renuncia de Germán Sierra a la presidencia del Plénum y de Ángela Echeverry se nombra un nuevo Plénum conformado por Roberto Zarama, como presidente, profesor de la Universidad de los Andes; Edna Bonilla Sebá, profesora de la Universidad Nacional de Colombia; Jaime Cataño Cataño, abogado de la Pontificia Universidad Javeriana y Wilson Daniel Palacios García, Par Académico Externo del Consejo Nacional de Acreditación de Colombia.
El objetivo de este equipo y el del Ministerio de Educación Nacional, era garantizar a los estudiantes de la Fundación Universitaria San Martín (FUSM), el derecho a la educación en esa institución o en otras de acuerdo con la Ley 1740 de 2014, la cual regula la inspección y vigilancia de la Educación Superior.
Finalmente, todas las medidas de inspección y vigilancia fueron eliminadas el 11 de marzo de 2016 mediante la resolución 4683
Es así como en el 2017 sus Directivas informan a la comunidad académica y a la sociedad que ya el M.E.N. aprobó la apertura administrativa de la Institución y se da lugar a las Inscripciones para los programas de Medicina, Derecho, Administración de Empresas, Publicidad y Mercadeo, Psicología, y Contaduría Pública.
Tras un gran proceso de reestructuración administrativa, en el año 2018 se crean los nuevos estatutos para la San Martín, que dan la base para la conformación de un 
consejo superior como máxima autoridad colegiada de gobierno y dirección, conformado por cinco miembros de altas calidades académicas, un representante de los docentes, un representante de los estudiantes, un decano, un egresado y el rector.
Así es como en el año 2019 se hace la primera elección democrática de una autoridad de gobierno  personal e inicia su periodo como rectora, Lina Marcela Escobar Martínez , PhD en Derecho Constitucional desde 2005.
En el año 2020 inician los programas de Negocios Internacionales en Pasto, Nutrición y Dietética en Puerto Colombia y Administración de Empresas Agropecuarias en la modalidad Abierta y a Distancia, en Bogotá, Cali y Puerto Colombia.

## Actualidad
Ahora cuenta con 17 facultades, cada una con diferentes programas en las áreas de Ciencias Administrativas, Ingeniería y Ciencias Sociales, ciencias de la salud, medicina veterinaria zootecnia y se encuentra en diferentes zonas del país.
Tiene 26 programas académicos presenciales ubicados en cinco sedes:
Bogotá, Cali, Sabaneta, Pasto y Puerto Colombia y 3  programas en la modalidad abierta y a distancia, ubicados en 16 ciudades o municipios del país.
En la San Martín se consolida la cultura de mejoramiento continuo que apunta a asegurar la calidad institucional, así como una estabilidad financiera sostenible.
La oferta académica está en un proceso de transformación curricular para ser cada vez más pertinentes y oportunos en el mercado laboral y formar así, a los jóvenes que construyen una nueva sociedad.
Esta Universidad cuenta con un programa de enseñanza el "ABP" (Aprendizaje Basado en Problemas) el cual le enseña a los estudiantes a aprender con situaciones que se ven día a día.
Cerca de 55.000 egresados son reconocidos en el mercado laboral por su integridad, ética y alto compromiso social, logrando una rápida inserción laboral.

## Investigación
El Sistema de Investigación en Colombia, que lidera el Departamento Administrativo de Ciencias, Tecnología e Innovación - Colciencias, reconoció en 2022, 8 grupos de investigación de la Universidad, de los cuales 6 están reconocidos y clasificados en categoría B y C. mediante los cuales se desarrolla la investigación al servicio de la ciencia, la tecnología y la sociedad. Los grupos hacen referencia, principalmente, a investigación en Ciencias Sociales, Ciencias Básicas, Jurídicas y Salud.
Un grupo de 25 docentes están categorizados por su enfoque investigativo e impulsan más de 21 semilleros de investigación.

## Símbolos Universitarios
- San Martín de Porres

El Patrono de la Universidad, el santo mulato nació en Lima en 1579 de padre español y madre panameña. De caballero y mulata nació el santo. Tardó su padre en reconocerlo pero al final asintió, teniendo de todas formas que partir dejando al pequeño al cuidado de su madre.
Son misteriosos los caminos del Señor: no fue sino un santo quien lo confirmó en la fe de sus padres. 
Fue Santo Toribio de Mogrovejo, primer arzobispo de Lima, quien hizo descender el Espíritu sobre su moreno corazón, corazón que el Señor fue haciendo manso y humilde como el de su Madre, Martín aprendió el oficio de barbero y también algo de medicina. 
El muchacho era inteligente, y fue tal su amor por los hermanos que no tardó en aprender para poderlos servir mejor.
- Bandera InstitucionalColores InstitucionalesColores Institucionales

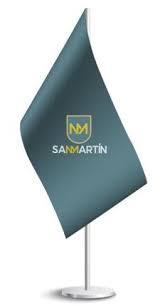
Bandera Institucional

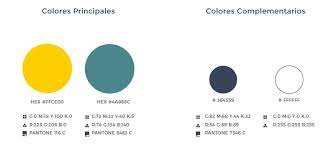
Colores Institucionales

La Nueva San Martín es una marca fresca, joven e incluyente.
El color azul se conserva, porque representa nuestro origen y la experiencia del pasado, que nos enseñó un nuevo punto de partida.
El color verde, representa la esperanza y confianza en un futuro que somos capaces de construir.
El color amarillo, representa la riqueza del conocimiento que somos capaces de producir y de transferir, el cual será la base de nuestro progreso.
El entramado es la unión de las letras N y M, el cual representa la alianza de toda la comunidad académica que comparten los mismos principios y valores.
- Escudo InstitucionalEscudo

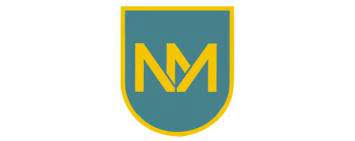
Escudo Institucional

Está compuesto por un campo en forma de blasón con borde amarillo y fondo verde, en el centro se observan las letras N y M unidas por sus extremos en el mismo color amarillo del borde. 
El entramado entre las letras N y M representa el vínculo de todos los estamentos que conforman la comunidad académica de la Fundación Universitaria San Martín, en el propósito mayor de formar individuos que se comprometen responsablemente consigo mismas para construirse como personas y ciudadanos y transformarse en un agente de cambio en pro del bienestar propio y general, que le permita construir, aprovechar y socializar diversas oportunidades para vivir la vida que personal y socialmente se valore y se desee vivir.
- Himno

El himno de la Fundación Universitaria San Martín fue compuesto en 1996 por el historiador, escritor y profesor Camilo Orbes Moreno y el maestro en música Pedro Heriberto Moran Vivas, siendo adoptado mediante Acuerdo n.º 054 del 2 de octubre de 1996 por el Plenum de la Institución. 
En sus notas y letra el Himno guarda el compromiso de la Institución con la construcción, desarrollo y crecimiento de la comunidad a través de la promoción del respeto y defensa de la libertad responsable, del Estado social de derecho, de la equidad y la sostenibilidad en todas sus dimensiones, de la calidad académica, la búsqueda de la verdad, el reconocimiento y el respeto por la diferencia y la diversidad humana. 

CORO
Coronemos por siempre gozosos, 
con olivos, con mirto y laurel 
las victorias de nuestra alma mater: 
San Martín, paraninfo del bien! 
ESTROFAS
I
Las campanas solemnes anuncian 
los festejos del Claustro, al llevar: 
en las frentes grabada la estrella 
de la fe, de la paz, la verdad. 
II
Adalides de ayer y de siempre 
entonemos un himno cordial: 
nuestro Campus, hogar es de 
ciencia, del trabajo, riqueza ideal!
III
Juventudes que sois el tesoro 
de la patria, la vida, el clamor! 
formad ya las legiones valientes, 
rescatad la honradez y el honor.
Autores: 
Camilo Orbes Moreno. 
Pedro Heriberto Moran Vivas.
- Bandera

Consta de una sola franja horizontal de color verde y en el centro se encuentra el Escudo de la Institución sobre una línea en la que se observan las palabras San Martín, unidas por el entramado de la N y la M que exhibe el escudo.
- Ideario Sanmartiniano

Con este ideario se propone formular la filosofía institucional de la Fundación Universitaria San Martín, para iluminar su quehacer y soñar y forjar el camino a seguir por las generaciones sanmartinianas, por siempre constructoras responsables de futuro. 
La Fundación se propone a la sociedad colombiana como parte de sus fuerzas vivas, constructora, promotora y defensora de la cultura, la justicia, la paz, la vida y el cambio social desde una visión humana y científica. 
La formación que imparte la Fundación es integral e íntegra respondiendo a las necesidades, prácticas y trascendentales del hombre y la sociedad contemporánea. Se fundamenta en el reconocimiento de la unidad material y espiritual del ser humano y de todo lo que vive y lo asume con responsabilidad y respeto como objeto formativo en pro del bienestar propio y colectivo.
Nos comprometemos con la formación de un hombre que busque, viva y defienda la autonomía legítima para que todos puedan, libre y responsablemente, optar por un buen y bien vivir. Formamos en valores para que, el hombre se respete y se haga respetar en su dignidad humana comprendiendo que, el vivir es tanto un derecho como un deber que lo hace merecedor de la vida, de la sociedad y de la patria con las que hay que establecer compromisos de desarrollo y progreso.
Creemos y nos comprometemos con aquellas personas que cualifican su condición humana y profesional como forma de crecimiento personal y de constante transformación y como medio para elevar la calidad de vida como ser humano en sociedad. Asumimos libremente el compromiso de formar para la vida, a través del conocimiento de las distintas disciplinas que le permitan a cada profesional resolver las necesidades que impiden la dignificación de la vida social y humana. 
Formamos en los principios de la equidad con el propósito de valorar la toma de decisiones desde criterios profesionales enmarcados en principios morales generales y universales, frente a los cuales todos los seres humanos sean igualmente valorados. Reconocemos en cada hombre la incompletitud y abogamos por un ejercicio conjunto y colaborativo de la vida para lo cual respaldamos e impulsamos la participación y aceptación de la diversidad colectiva, como forma de construir la unidad social de un buen y bien vivir.

## Reconocimientos
- Segundo puesto a participantes de las Olimpiadas contables universitarias 2015 en Villavicencio.[10]

Fundación Universitaria San Martín de 4 lugar entre 15 universidades a nivel nacional en el Concurso de Facultades de Medicina.